# 弗雷勒
弗雷勒（法語：Fresles，法語發音：[fʁɛl]）是法国滨海塞纳省的一个市镇，属于迪耶普区。

## 地理
弗雷勒（49°44'36"N, 1°20'53"E）面积10.96 平方千米，位于法国诺曼底大区滨海塞纳省，该省份为法国北部沿海省份，其西部及北部濒大西洋英吉利海峡，东起顺时针与索姆省、瓦兹省、厄尔省和卡爾瓦多斯省接壤。
与弗雷勒接壤的市镇（或旧市镇、城区）包括：比利、布赖地区比尔、布赖地区梅尼耶尔、梅尼勒福朗普里斯、波姆雷瓦勒、圣马丹洛尔捷。

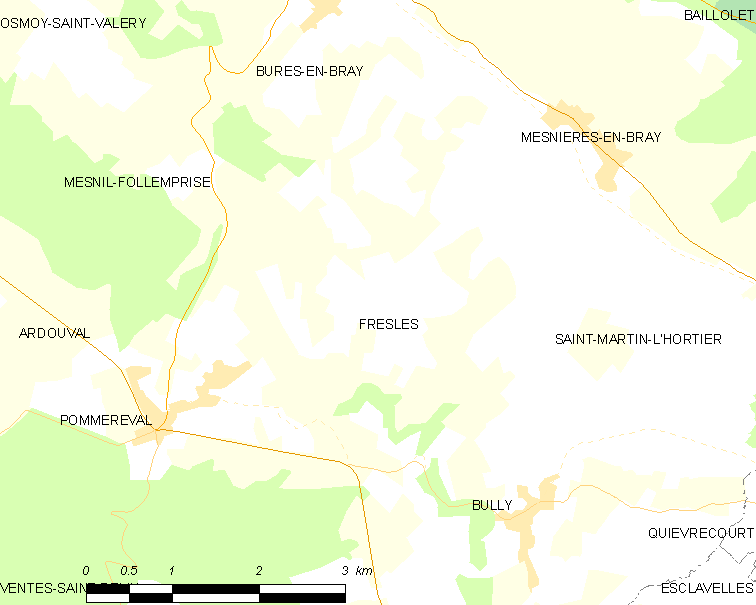
弗雷勒的OSM定位图

弗雷勒的时区为UTC+01:00、UTC+02:00（夏令时）。

## 行政
弗雷勒的邮政编码为76270，INSEE市镇编码为76283。

## 政治
弗雷勒所属的省级选区为布赖地区讷沙泰勒县。

## 人口

1962-2008年间弗雷勒人口变化图示

弗雷勒于2022年1月1日时的人口数量为229人。